# Хелльквист, Ханна
Хелльквист Ханна (швед. Hanna Hellquist; родилась 24 июля 1980 года) — шведская писательница, журналистка, телеведущая.
После стажировки в агентстве «Arbetsmarknadsstyrelsen» (AMS) («Агентство рынка труда») Хеллквист начала работать журналистом в либеральной газете «Карлстадс-Тиднингене», тогда ей было 19 лет.
Затем она работала на телеканале TV4 Värmland, ежедневной газете «Göteborgs-Posten», новостном журнале «Resumé» и ежедневной утренней газете «Dagens Nyheter (DN)». В утренней газе DN она прославилась своими очерками, а позже — своими хрониками и интервью . С января 2009 года она вела передачу «Morgonpasset» на радио «Sveriges Radio P3». В 2009 году она принимала участие в программе «Sommarin» на радио «Sveriges Radio P1».
Весной 2011 года ее телевизионная программа «Jakten på lyckan» была показана по телевидению Sveriges. Ранее Хеллквист изучал гендерные исследования в Гётеборгском университете Как автор Хеллквист написала книгу «Karlstad Zoologiska» (2009), в которой она рассказывает о её отце и о том, когда она выросла в Карлстаде.